# Coppa delle Alpi 1968
La Coppa delle Alpi 1968 è stata l'ottava edizione del torneo a cui hanno partecipato le squadre dei campionati italiano, svizzero e tedesco occidentale. Il torneo si è disputato in Svizzera ed ha visto la vittoria dello Schalke 04.

## Fase a gironi

### Gruppo A
| Squadra #1     | Ris. | Squadra #2     |
| -------------- | ---- | -------------- |
| Roma           | 1-0  | Fiorentina     |
| Basilea        | 1-1  | Servette       |
| Kaiserslautern | 1-0  | Colonia        |
| Basilea        | 2-2  | Roma           |
| Kaiserslautern | 2-2  | Fiorentina     |
| Servette       | 1-1  | Colonia        |
| Basilea        | 1-0  | Kaiserslautern |
| Fiorentina     | 1-0  | Colonia        |
| Servette       | 2-3  | Roma           |
| Basilea        | 3-2  | Colonia        |
| Servette       | 1-4  | Fiorentina     |
| Kaiserslautern | 3-0  | Roma           |
| Roma           | 2-0  | Colonia        |
| Servette       | 1-0  | Kaiserslautern |
| Basilea        | 1-1  | Fiorentina     |

|  |    | Squadra        | Pt | G | V | N | P | GF | GS |
|  | -- | -------------- | -- | - | - | - | - | -- | -- |
|  | 1. | Basilea        | 7  | 5 | 2 | 3 | 0 | 8  | 6  |
|  | 2. | Roma           | 7  | 5 | 3 | 1 | 1 | 8  | 7  |
|  | 3. | Fiorentina     | 6  | 5 | 2 | 2 | 1 | 8  | 5  |
|  | 4. | Kaiserslautern | 5  | 5 | 2 | 1 | 2 | 6  | 4  |
|  | 5. | Servette       | 4  | 5 | 1 | 2 | 2 | 6  | 9  |
|  | 6. | Colonia        | 1  | 5 | 0 | 1 | 4 | 3  | 8  |

### Gruppo B
| Squadra #1            | Ris. | Squadra #2            |
| --------------------- | ---- | --------------------- |
| Cagliari              | 1-0  | Juventus              |
| Young Boys            | 3-2  | Lucerna               |
| Schalke 04            | 1-1  | Eintracht Francoforte |
| Young Boys            | 2-2  | Eintracht Francoforte |
| Lucerna               | 1-4  | Cagliari              |
| Schalke 04            | 3-1  | Juventus              |
| Eintracht Francoforte | 2-1  | Juventus              |
| Young Boys            | 2-3  | Cagliari              |
| Lucerna               | 0-4  | Schalke 04            |
| Young Boys            | 3-1  | Juventus              |
| Lucerna               | 4-9  | Eintracht Francoforte |
| Schalke 04            | 2-2  | Cagliari              |
| Young Boys            | 0-3  | Schalke 04            |
| Lucerna               | 2-5  | Juventus              |
| Eintracht Francoforte | 2-2  | Cagliari              |

|  |    | Squadra               | Pt | G | V | N | P | GF | GS |
|  | -- | --------------------- | -- | - | - | - | - | -- | -- |
|  | 1. | Schalke 04            | 8  | 5 | 3 | 2 | 0 | 13 | 4  |
|  | 2. | Cagliari              | 8  | 5 | 3 | 2 | 0 | 12 | 7  |
|  | 3. | Eintracht Francoforte | 7  | 5 | 2 | 3 | 0 | 16 | 10 |
|  | 4. | Young Boys            | 5  | 5 | 2 | 1 | 2 | 10 | 11 |
|  | 5. | Juventus              | 2  | 5 | 1 | 0 | 4 | 8  | 11 |
|  | 6. | Lucerna               | 0  | 5 | 0 | 0 | 5 | 9  | 25 |

## Finale
| Basilea 2 luglio 1968 | Schalke 04 | 3 – 1 (d.t.s.)                                                                                          | Basilea | St. Jakob Stadium |
| \| \| \| \| \| Michel 8’, 95’, 102’ \| Marcatori \| 40’ Hauser \| \| Laufenburger Kiefer Michaud Ramseier Paolucci Schnyder Rahmen Sundermann Ruefli Demarmels Hauser \| Formazioni \| Elting Bächer Slomany Rausch Hubsch Vanhaaren Senger Pohlschmidt Kasperski (Erlhoff) Ludgebomerd Michel \| |            | |         |                   |
| |            | |         |                   |
| Michel 8’, 95’, 102’ | Marcatori  | 40’ Hauser                                                                                              |         |                   |
| Laufenburger Kiefer Michaud Ramseier Paolucci Schnyder Rahmen Sundermann Ruefli Demarmels Hauser | Formazioni | Elting Bächer Slomany Rausch Hubsch Vanhaaren Senger Pohlschmidt Kasperski (Erlhoff) Ludgebomerd Michel |         |                   |